# Benthonella
Benthonella là một chi ốc biển nhỏ, là động vật thân mềm chân bụng sống ở biển trong họ Rissoidae.

## Các loài
Các loài trong chi Benthonella gồm có:
- Benthonella macra [2]
- Benthonella tenella (Jeffreys, 1869)[3]